# Zugsicherung auf Schmalspurbahnen in der Schweiz
Hinsichtlich der Zugsicherung auf Schmalspurbahnen in der Schweiz sind die jeweiligen Bahngesellschaften eigene Wege gegangen, obwohl mit dem seit 1933 eingeführten Zugbeeinflussungssystem Integra-Signum bereits bei den Normalspurbahnen ein System etabliert war. Insbesondere beinhalteten alle auf den Schmalspurbahnen eingebauten Systeme von Anfang an einen Zwangsstopp beim Überfahren eines Halt zeigenden Signals (bei Integra-Signum wurde die Haltauswertung erst später nachgerüstet). Insgesamt sind folgende Systeme im Einsatz (die Hersteller selbst schreiben die Typenbezeichnungen zum Teil mit, zum Teil ohne Bindestrich; deshalb wird hier einheitlich ein Bindestrich gesetzt):

## ZST-90

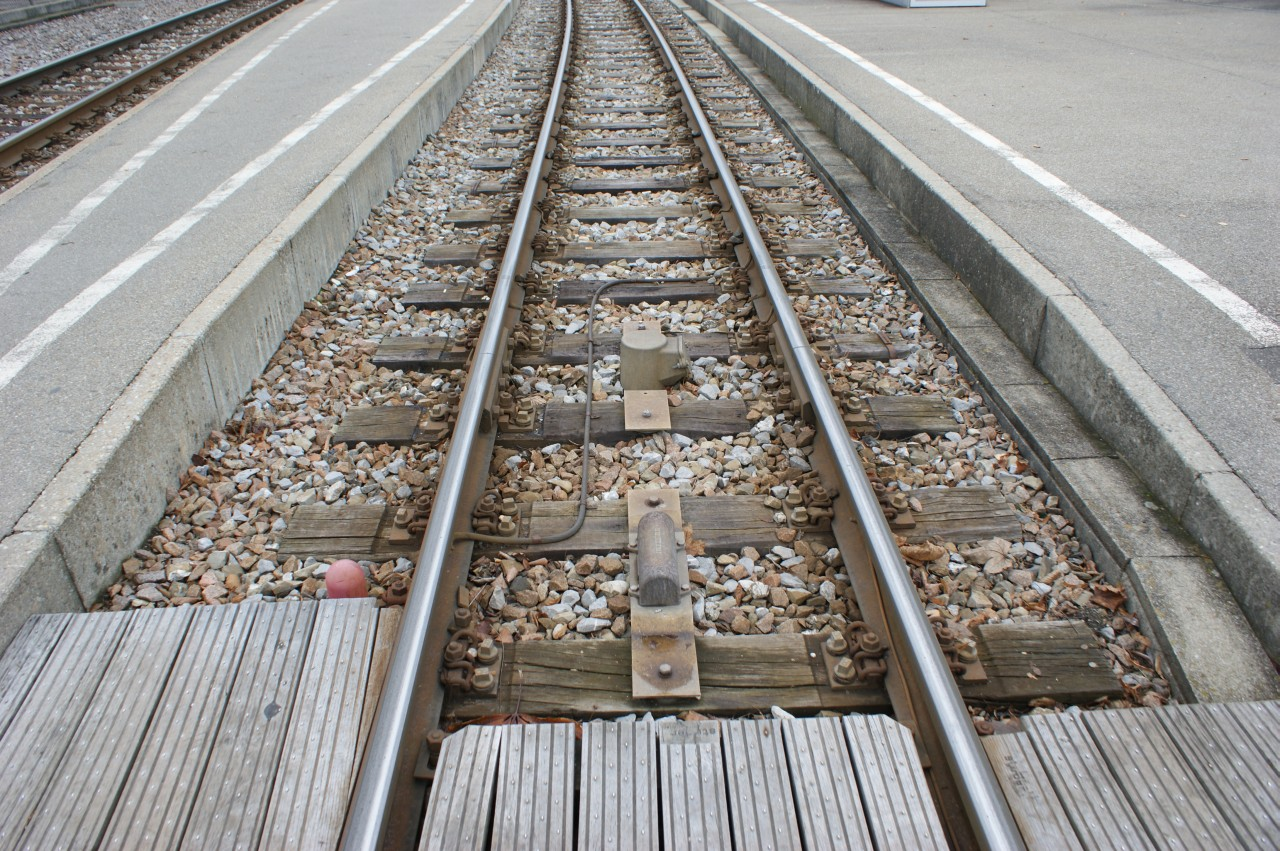
ZST-90 in Nidau bei der ASm, Blick gegen die Fahrtrichtung. Vorne die Permanentmagnete, hinten der Elektromagnet.

Die ZST-90 und ihr Vorgänger "Zugstop" in Relaistechnik ist das einfachste System. Es ist daran erkennbar, dass die Magnete in Gleismitte hintereinander angeordnet sind (einkanalige Zugsicherung). Die Magnetabfolge Nordpol – Südpol führt zu einer Schnellbremsung. Wird hingegen zuerst ein Südpol überfahren, gilt dies als Signalbegriff "Fahrt". Bei jedem Hauptsignal werden (in einem länglichen Gehäuse) zwei Permanentmagnete angebracht und zwar in Fahrtrichtung, in der das Signal gilt, ein Nordpol und dahinter ein Südpol. In dieser Grundkonstellation wird in Fahrtrichtung der Begriff Halt (N-S) übertragen, in der Gegenrichtung Fahrt (S-N). Zeigt das Signal Fahrt, muss zusätzlich ein davor liegender Elektromagnet als Südpol geschaltet werden. Daraus ergibt sich der Begriff Fahrt (S-N-S).

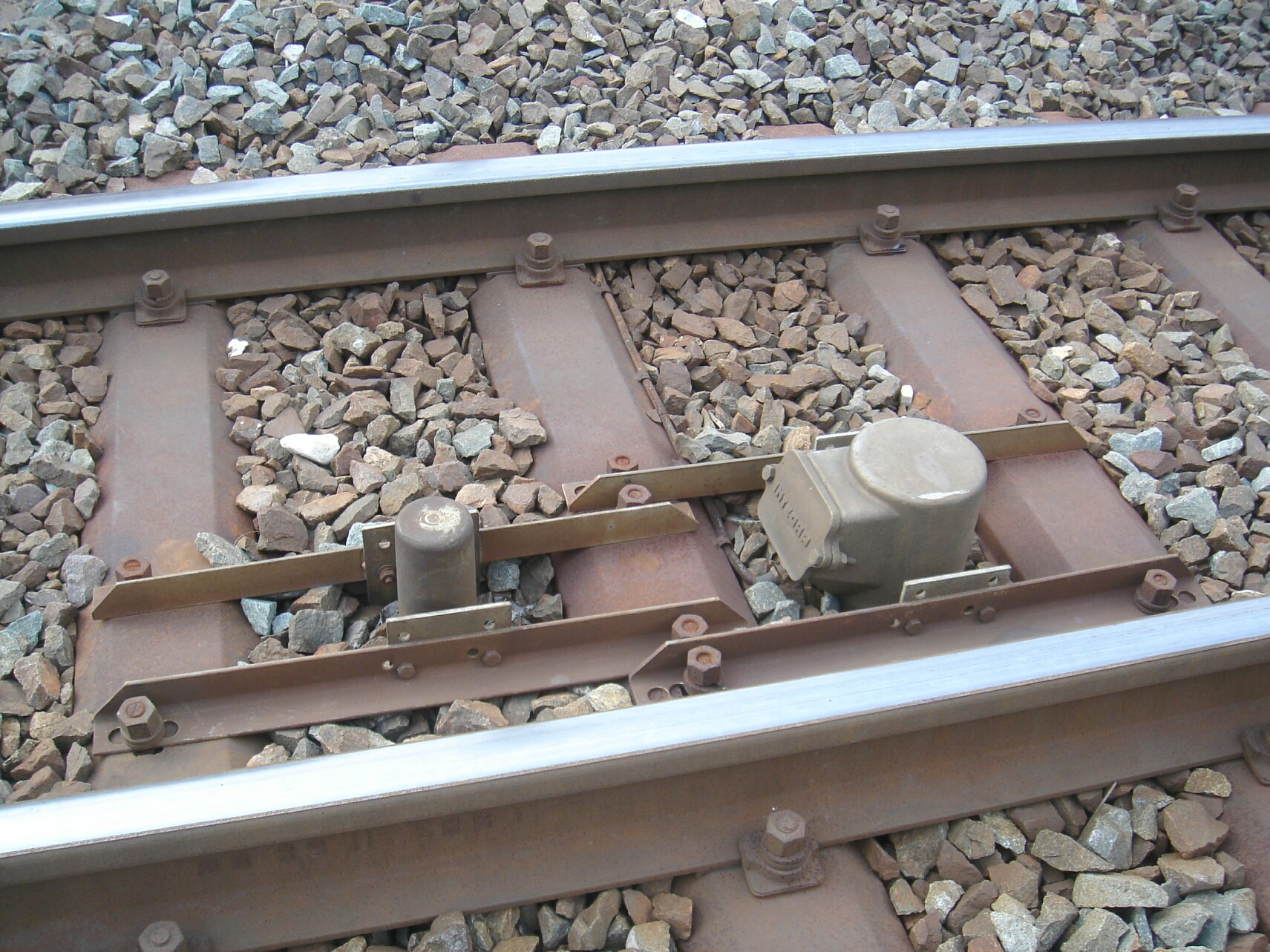
ZST-90 der CJ, hier im Gegensatz zu anderen Bahnen 20 cm links der Gleisachse angeordnet. Elektromagnet Süd und Permanentmagnet Nord

Eine abweichende Ausführung des ZST-90 wurde bei der CJ eingebaut. Da in Gleisachse die Magnetempfänger für die Ansteuerung der Sicherungsanlagen waren, wurden die Magnete aussermittig angeordnet und zwar 20 cm links der Gleisachse. Die Zugsicherung ist somit immer noch einkanalig, aber richtungsgetrennt. Dadurch können mehr Begriffe realisiert werden, da der jeweils rückwärts gelesene Begriff nicht mitberücksichtigt werden muss. Die CJ hat dadurch auch den Begriff Warnung realisieren können. Es gibt folgende Begriffe:
- S = Halt
- N = Warnung
- N-S = Fahrt

## ZSI-90

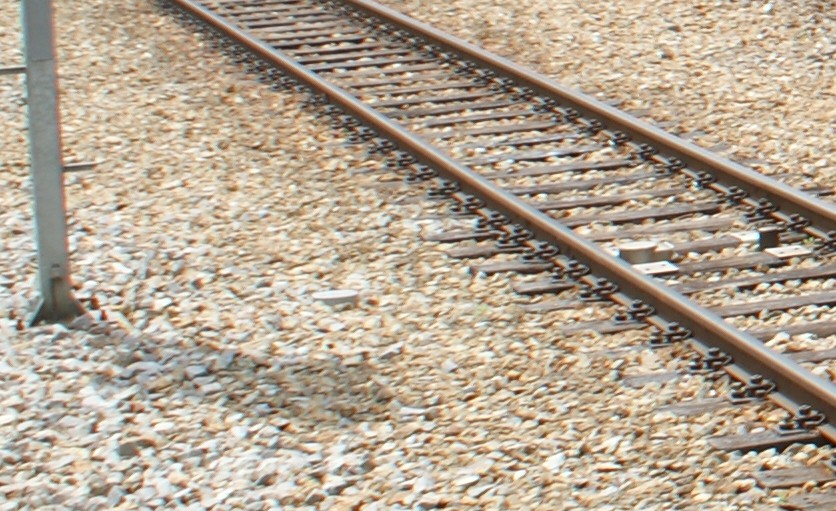
ZSI-90 in Realp bei der MGB

Die ZSI-90 (abgeleitet von ZugSicherung Induktiv), später (hinsichtlich Fahrzeugausrüstung) ZSI-E sowie ihr Relaistechnik-Vorgänger ISR hat wesentlich mehr Funktionen, ist aber ebenfalls auf punktförmig angeordnete Magnete aufgebaut. Hier liegen aber die Magnete nebeneinander (zweikanalige Zugsicherung). Grundsätzlich hat ein Vorsignal in Fahrtrichtung rechts einen Permanentmagneten Nordpol, ein Hauptsignal Südpol. Ein einzelner Magnet auf der linken Seite hat keine Wirkung (Gegenrichtung). Mit einem zusätzlichen Elektromagneten auf der linken Seite können die verschiedenen Begriffe erzeugt werden:
- −/N = Warnung
- S/N = Fahrt (Vorsignal)
- N/S = Warnung (Hauptsignal)
- S/S = Fahrt (Hauptsignal)
- −/S = Halt

Ein Ausfall des Elektromagneten (stromlos = "−") führt also immer zum restriktivsten Begriff für das betreffende Signal.
Eine wesentliche Zusatzfunktion von ZSI-90 ist die Geschwindigkeitsüberwachung. Ein Nordpol rechts löst immer eine Zeitüberwachung aus. Wird innerhalb der definierten Zeit (180 ms) der Südpol überfahren, ist der Zug zu schnell und eine Schnellbremsung wird eingeleitet. Ist das Zeitintervall abgelaufen, wird der Empfang für eine gewisse Zeit unterdrückt.
Mit einem zusätzlichen Elektromagneten links lässt sich eine bedingte Überwachung aufbauen:
- −/N vor −/S = Warnung und Geschwindigkeitsprüfung (z. B. Fahrt auf Ablenkung)
- S/N vor S/S = Fahrt

## Betriebsartenüberwachung
Eine besondere Funktionalität ist die so genannte Betriebsartenüberwachung (BA), die bei Zahnstangenein- und -ausfahrten kontrolliert, ob der Lokomotivführer den Regimewechsel Adhäsion/Zahnrad oder umgekehrt auf dem Führertisch richtig umgestellt hat. Mit der Betriebsartenumschaltung werden auf dem Triebfahrzeug umfangreiche, zum Teil sicherheitsrelevante Funktionsänderungen vorgenommen. Die Betriebsartenüberwachung wurde an verschiedenen Orten mit denselben Komponenten realisiert, aber mit dem Unterschied, dass die Magnete aussen am Gleis angeordnet wurden.

## Magnete für andere Zwecke

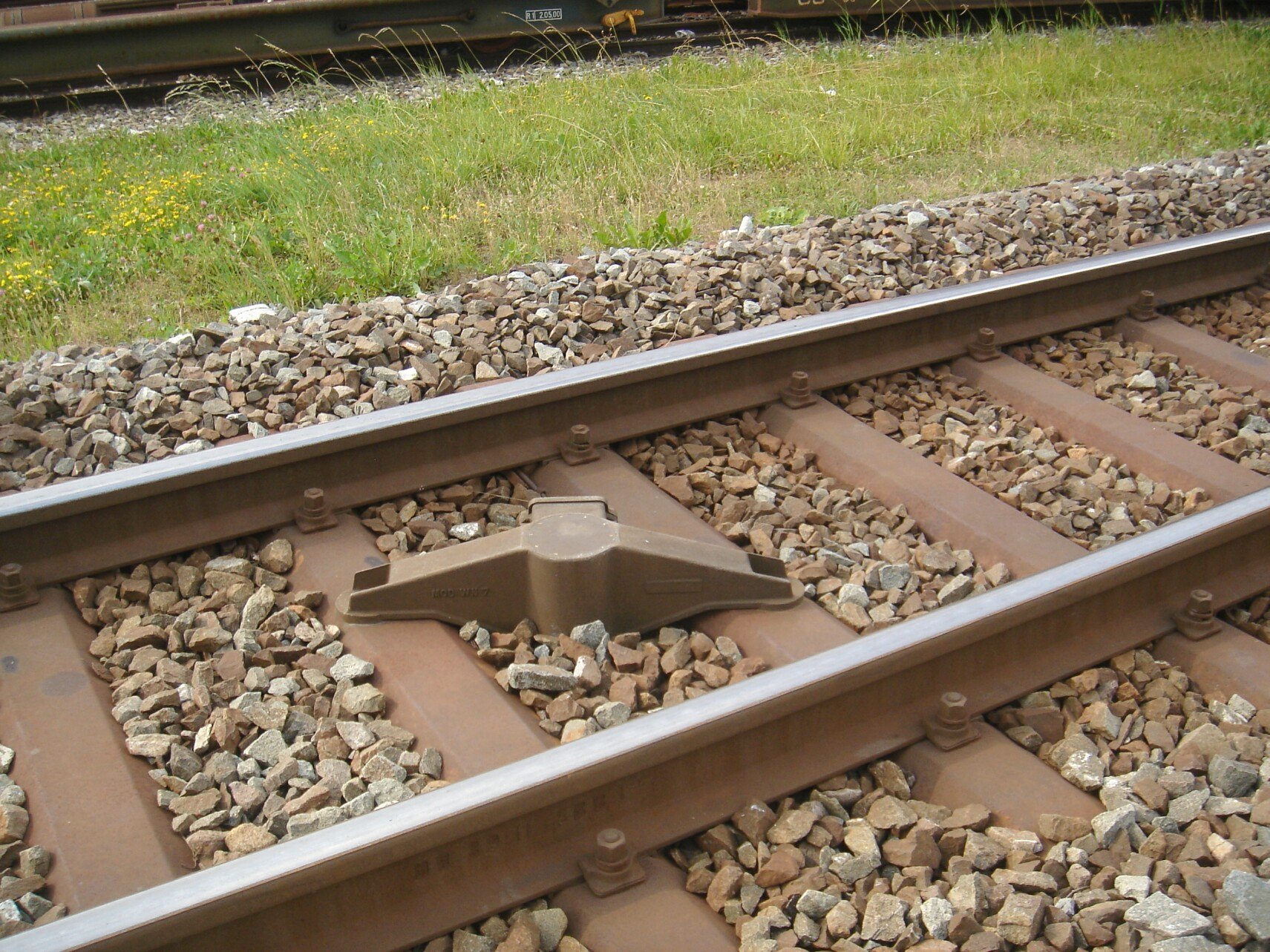
Magnetempfänger der CJ, angedordnet in Gleisachse

Für die Steuerung von Bahnübergangssicherungen, Aktivierung von anderen Abläufen der Sicherungsanlagen, Signalrückstellung und ähnliches werden oft ebenfalls Magnete verwendet. Diese sind aber auf den Fahrzeugen montiert, die Empfänger zwischen den Gleisen. Auf den Fahrzeugen können wahlweise Permanentmagnete oder Elektromagnete montiert sein. Permanentmagnete haben den Nachteil, dass sie auch in Doppeltraktion oder bei geschleppten Triebfahrzeugen aktiv sind, bei Elektromagneten kann sichergestellt werden, dass immer nur der bediente Führerstand einen Elektromagneten aktiviert.
Die CJ hat diese Empfänger seit der Elektrifikation in Gleisachse angeordnet. Deshalb konnte die Zugsicherung ZST-90 nicht ebenfalls in Gleisachse montiert werden.

## ZSL-90

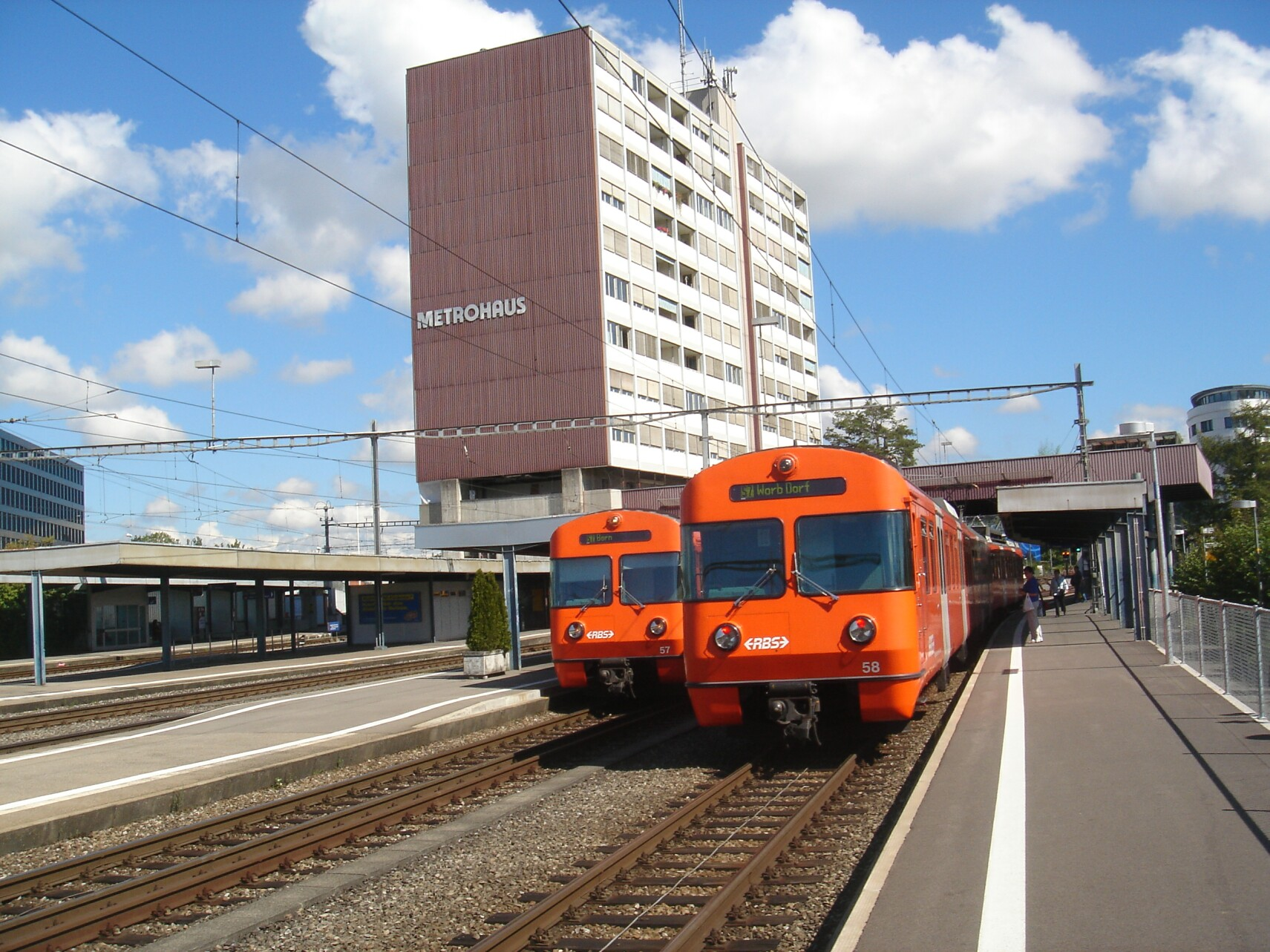
Linienleiterkabel der ZSL-90 in Worblaufen, RBS

Da die punktförmige Überwachung der ZSI-90 weder eine Bremskurvenüberwachung noch eine Abfahrverhinderung noch einen gesicherten Rangierbetrieb erlaubte, musste für dicht befahrene Vorortsbahnen eine umfassendere Lösung gefunden werden. Dies wurde mit einem teilweisen Linienleiter erreicht, der im Bremswegabstand zu sämtlichen Gefahrenpunkten eingebaut wird, was zusammen mit den Streckendaten im Fahrzeuggerät eine kontinuierliche Geschwindigkeitsüberwachung erlaubt. Die ZSL-90 verwendet die Magnete der ZSI-90 zur Ortung und zur Auswertung der Zugsicherungsbegriffe der bisherigen Zugsicherung (Rückfallebene). Das System wird grundsätzlich nicht mehr weiterentwickelt und seine Anwendung bleibt auf die drei Bahnen Regionalverkehr Bern–Solothurn, Wynental- und Suhrentalbahn, Forchbahn und Flughafenbahn Kuala Lumpur ERL beschränkt. In diesem Rahmen werden Systemunterhalt und Anpassungen weitergeführt.

## ZSI-127

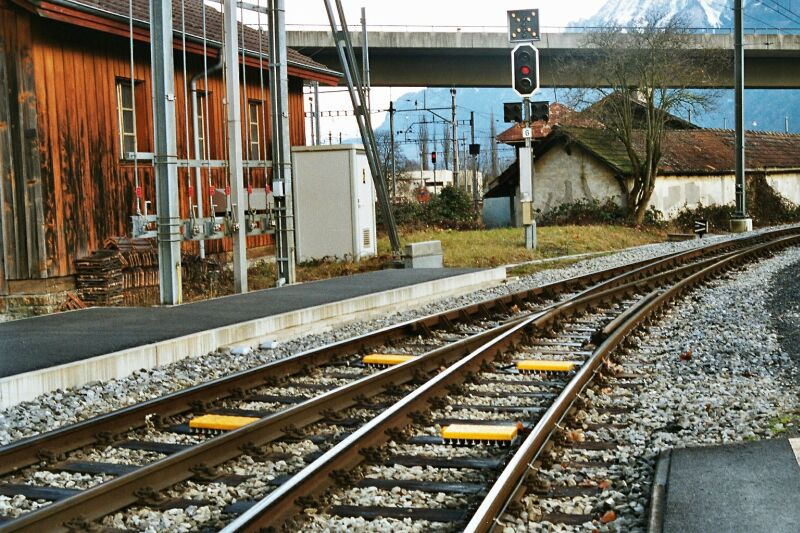
Eurobalisen für die ZSI-127 in Interlaken Ost am BOB-Ausfahrsignal Richtung Wilderswil

Da die rein punktförmige Überwachung den Anforderungen eines modernen Betriebes immer weniger genügt, auf der anderen Seite aber eine kontinuierliche Geschwindigkeitsüberwachung mit ZSL-90 eine ziemlich teure Lösung ist, deren Komponenten zudem bereits wieder veraltet sind, wurde mit dem ZSI-127 auf der Basis von ETCS-Hardware (insbesondere Eurobalisen und Euroloops sowie ETCS-Fahrzeuggerät) eine neue Zugsicherung entwickelt, die gegenüber ZSI-90 folgende Funktionserweiterungen hat:
- Bremskurvenüberwachung
- Abfahrverhinderung
- beschränkte Überwachung von Rangierfahrten
- Übertragung von Streckeninformationen auf den Zug
- Betriebsartenüberwachung für den Zahnradbetrieb

Der Datenaustausch mit dem Fahrzeug wird komplett über Paket 44 («Data used by applications outside the ERTMS/ETCS system») abgewickelt, damit ist eine vollständige Kompatibilität zu ETCS Level 1 gewährleistet.
Das erste mit ZSI-127 ausgerüstete Netz waren 2003 die Strecken der Zentralbahn (ZB, damals noch SBB Brünigbahn und LSE) und Berner Oberland-Bahn (BOB). Wegen des Zahnradbetriebs müssen die Balisen aussermittig angeordnet werden (nach ETCS-Standard auf der Normalspur sind sie auf der Gleisachse).
Eine Vorgängerversion der ZSI-127 mit dem Namen ZSI-27 und nur basierend auf Eurobalisen (keine Euroloops) wurde bei den Ferrocarrils de la Generalitat Valenciana (FGV) in Spanien eingebaut.
Die ZSI-127 ist mit dem vom Bundesamt für Verkehr (BAV) festgelegten Standard für die Zugbeeinflussung für Meter- und Spezialspur (ZBMS) kompatibel, der einen schrittweisen Übergang von den älteren Systemen ZSI-90 oder ZST-90 mit induktiv übertragenen Begriffen  auf die ZSI-127 erlaubt. Sobald alle Fahrzeuge auf einer Strecke dieses Fahrzeuggerät aufweisen, können ZSI-90 und ZSI-127 parallel angewendet werden.
Die ZSI-127 wurde bei folgenden Bahnen eingeführt:
- ZB (vorher keine Zugsicherung)
- BOB  (vorher keine Zugsicherung)
- BDWM (übergang von ZSI-90 auf ZSI-127 mit der Einführung der Diamant-Züge im Jahre 2010)
- RhB (Parallelbetrieb von ZSI-90 und ZSI-127. Erste ausgerüstete Strecke Malans–Küblis seit 2015 mit ZSI-127 ausgerüstet, ab 2016 bis Klosters verlängert. Bis 2025 soll das ganze Stammnetz mit ZSI-127 ausgerüstet sein.)
- Matterhorn-Gotthard-Bahn
- FW (Parallelbetrieb von ZSI-90 und ZSI-127 auf der Strecke Wil–Wängi seit 2014, restliche Strecke nur ZSI-90)[5]
- AB (Strecken der ehemaligen SGA und TB ab 2018)[6]
- TRAVYS (ab 2018)
- MOB (ab 2018)
- TPF (ab 2018 oder 2019)

## Anwendung
| Initialen                                     | Name des Unternehmens oder Betriebsteils                  | Netz* | Zugsicherung                | Besonderheiten |
| --------------------------------------------- | --------------------------------------------------------- | ----- | --------------------------- | --- |
| Meterspur                                     |                                                           |       |                             | |
| AB                                            | Appenzeller Bahnen                                        | m12   | ZST-90 + ZSI 127            | |
| ASm                                           | Aare Seeland mobil                                        | m07   | ZST-90                      | |
| AVA Ost                                       | Bremgarten-Dietikon-Bahn                                  | m09   | ZSI-127                     | vorher ZSI-90 |
| AVA West                                      | Wynental- und Suhrentalbahn                               | m08   | ZSL-90                      | vorher ZST-90 |
| BLM                                           | Bergbahn Lauterbrunnen–Mürren                             | m03   |                             | |
| BLT                                           | Baselland Transport AG                                    | m13   | ZST-90                      | |
| BLT-WB                                        | Baselland Transport AG-Linie 19                           | m13   | CBTC                        | bis 2021 ZST-90, Umspurung auf Meterspur |
| BOB                                           | Berner Oberland-Bahnen                                    | m02   | ZSI-127                     | |
| BVB                                           | Basler Verkehrs-Betriebe                                  | m13   |                             | |
| CJ                                            | Chemins de fer du Jura                                    | m17   | ZST-90+                     | 20 cm links der Gleisachse, zusätzlicher Begriff "Warnung", eingeführt 1988 |
| Db                                            | Dolderbahn                                                | m10   | ZSI (ISR-72)                | Magnete aussen am Gleis |
| DFB                                           | Dampfbahn Furka-Bergstrecke                               | m01   |                             | nur Sommerbetrieb |
| FART                                          | Ferrovie autolinee regionali ticinesi                     | m21   | ZST-90                      | Fahrzeuggeräte ASEGA |
| FB                                            | Forchbahn                                                 | m10   | ZSL-90                      | |
| FLP                                           | Ferrovia Lugano-Ponte Tresa                               | m22   | ZST-90 + ZSI-127            | Fahrzeuggeräte ASEGA, Umstellung auf ZSI-127 nach Ablieferung der Tramlinks |
| FW                                            | Frauenfeld-Wil-Bahn                                       | m11   | ZST-90 + ZSI-127 (ab 2014)  | |
| GGB                                           | Gornergrat Bahn                                           | m01   |                             | Reine Zahnradbahn |
| JB                                            | Jungfraubahn                                              | m03   | ZST-90                      | Reine Zahnradbahn |
| LEB                                           | Chemin de fer Lausanne-Echallens-Bercher                  | m20   | ZSI-90-kompatibel           | |
| MBC                                           | Transports de la région Morges–Bière–Cossonay             | m18   | ZSI-90                      | |
| MGI/MGB                                       | Matterhorn-Gotthard-Bahn                                  | m01   | ZSI-90 + ZSI-127            | erste ausgerüstete Strecke: Furka-Basistunnel (1982), damals unter dem Namen Integra ISR-72 |
| MOB                                           | Montreux-Berner Oberland-Bahn                             | m04   | ZSI-127 (+ ZSI-90)          | |
| MVR                                           | Transports Montreux–Vevey–Riviera                         | m04   | ZSI-90                      | einschliesslich Blonay–Chamby |
| NStCM                                         | Chemin de fer Nyon-Saint-Cergue-Morez                     | m17   | ZST-90-kompatibel           | |
| RBS                                           | Regionalverkehr Bern–Solothurn – S-Bahn                   | m06   | ZSL-90                      | Netz 1200 V =, seit ca. 1974 ISR/ZSI-90 |
| RBS                                           | Regionalverkehr Bern–Solothurn – Tram                     | m06   | ZSI-90                      | Netz 600 V =, Fahrzeugdurchlauf mit SVB |
| RhB                                           | Rhätische Bahn                                            | m01   | ZSI-90 + ZSI-127            | 1987 eingeführt unter dem Namen «Integra 79», ersetzte eine Zugsicherung Integra nur mit Warnfunktion, eingeführt ab 1958. Ab 2015 erfolgt eine Umstellung auf ZSI-127 unter laufendem Betrieb. Zurzeit im Betrieb auf dem überwiegenden Teil des Stammnetzes (ausser Davos-Filisur und Landquart–Arosa). |
| SEFT                                          | Società Esercizio Ferroviario Turistico                   | m23   |                             | Sporadischer Nostalgiebetrieb, 2016 Konzessionsaufhebung, Abbruch |
| SVB                                           | Städtische Verkehrsbetriebe Bern – Bernmobil              | m06   |                             | Einige Fahrzeuge mit ZSI-90 für Fahrten nach Worb (RBS) |
| TMR                                           | Transports de Martigny et Régions                         | m24   | ZSI-90                      | Ausrüstung der anschliessenden französischen Strecke bis St-Gervais durch M&Z bis 2015 |
| TPC                                           | Transports Publics du Chablais                            | m05   | ZST-90-kompatibel           | PZB300-M von BBR |
| TPFI/TPF                                      | Transports publics Fribourgeois                           | m04   | ZSI-127 (+ ZSI-90)          | |
| TPG                                           | Transports publics genevois (Genf)                        | m19   |                             | |
| TRAVYS                                        | Transports Vallée de Joux – Yverdon-les-Bains – Ste-Croix | m16   | ZSI-127 + ZSI-90-kompatibel | |
| TRN Bahn                                      | Bahnstrecke La Chaux-de-Fonds–Les Ponts-de-Martel         | m14   |                             | |
| TRN Tram                                      | Strassenbahn Neuenburg                                    | m15   | ZSI-90                      | |
| VBZ                                           | Verkehrsbetriebe Zürich                                   | m10   | ZST-90                      | (Tramtunnel Milchbuck–Schwamendingen) |
| ZB                                            | Zentralbahn                                               | m02   | ZSI-127                     | |
| Schmalspur (w = 75 cm, a = 80 cm, z = 120 cm) |                                                           |       |                             | |
| BOB-SPB                                       | Schynige Platte-Bahn                                      | a03   |                             | Reine Zahnradbahn, nur Sommerbetrieb |
| BRB                                           | Brienz-Rothorn-Bahn                                       | a04   |                             | Reine Zahnradbahn, nur Sommerbetrieb |
| MG                                            | Ferrovia Monte Generoso                                   | a07   |                             | Reine Zahnradbahn, nur Sommerbetrieb |
| MVR                                           | Transports Montreux–Vevey–Riviera (Rochers-de-Naye)       | a06   |                             | Reine Zahnradbahn |
| PB                                            | Pilatusbahn                                               | a05   |                             | Reine Zahnradbahn, nur Sommerbetrieb |
| RiT                                           | Riffelalptram                                             | a01   |                             | nur Sommerbetrieb |
| WAB                                           | Wengernalpbahn                                            | a02   |                             | Reine Zahnradbahn |
| AB                                            | Appenzeller Bahnen                                        | z     |                             | Rheineck–Walzenhausen, nur ein Fahrzeug |
| Normalspur nicht interoperabel                |                                                           |       |                             | |
| RB                                            | Rigi-Bahnen                                               | n     |                             | Reine Zahnradbahn |
| TSOL                                          | Tramway du sud-ouest lausannois                           | n     | ZSI-90                      | |

*) Eine Sortierung nach Spurweite und Geografie (zusammenhängende Netze)